# Liriomyza prostrata
Liriomyza prostrata är en tvåvingeart som först beskrevs av Mitsuhiro Sasakawa 1963.  Liriomyza prostrata ingår i släktet Liriomyza och familjen minerarflugor. Inga underarter finns listade i Catalogue of Life.